# أحلام بشارات
أحلام بشارات (وُلدت عام 1975 في طمون) هي كاتبة وشاعرة فلسطينيّة، ولدت في قرية طمون في الأغوار، ومدرّبة متخصّصة في مجال الكتابة الإبداعيّة. لها مؤلّفات في القصّة القصيرة، والكتب المصوّرة، والروايات، والمذكّرات. تعتبر أحلام بشارات إحدى أبرز الأسماء المنتجة في أدب اليافعين والقصة القصيرة في فلسطين، ففي رصيدها أربع روايات لليافعين وعشرات قصص الأطفال ومجموعتين قصصيتين. وقد نالت بشارات اهتماماً كبيراً بعد إصدارها رواية «اسمي الحركي فراشة»، وهي رواية موجهة لليافعين وصلت إلى قائمة أهم مئة كتاب لليافعين في العالم عام 2012، وأعيد طباعة الرواية باللغتين العربية والإنجليزية. بدأ مشوار بشارات في الكتابة المحترفة عام 2005، علماً أنها تمتعت بهذه الموهبة منذ المرحلة الأساسية في مدرستها، فكانت تؤلف القصص وترسم لها سرداً بصرياً موازياً للنص، فملكت المهارتين بعمر صغير.

## شهادات ومناصب
أكملت دراستها الثانوية ومن ثم انضمت إلى كلية الآداب في جامعة النجاح الوطنية فحازت على البكالوريوس والماجستير في الأدب العربي من نفس الجامعة وعملت كمعلمة لاثني عشر عاماً، ثم ترقت لتصبح مديرة قسم أدب الأطفال في وزارة الثقافة الفلسطينية.

## النشأة والبداية
ولدت أحلام بشارات وكبرت في أسرة تعمل بزراعة الأرض، كانت تحلم بأن تصبح مصمّمة أزياء، أو رسامة، أو مزارعة، لكنها صارت كاتبة، ولم يكن هذا سهلاً، مازالت تتعذب وتستمتع بالكلمات، وأحوال الطقس، مثل الحقول والتلال والوديان الصغيرة، قضت بشارات طفولتها بين قريتي الجفتلك وطمّون، فقد سكنت عائلتها في طمون بينما كانت مدرستها ومزرعة العائلة في الجفتلك، فرسمت هذه الرحلة اليومية خيالات الطفلة أحلام التي عاشت حياتها المدرسية بموازاة دورها الفاعل في الحياة الزراعية مع العائلة المكونة من عشرة أفراد لم تجد بشارات في واقع طفولتها وسائل ترفيه فاتخذت من خيالها ملاذاً ترجمته إلى كتابات ورسومات في حصص التعبير في الصف السادس الأساسي، فكانت أولى محاولاتها في كتابة قصة متزامنة مع بداية الانتفاضة الأولى وتعكس أفكار الطفلة حول الأحداث في محيطها. بدأت مشواراها في الكتابة لليافعين إلى جانب كتابتها القصة والشعر، منذ «اسمي الحركة فراشة» (2009)، مروراً بـ «أشجار للناس الغائبين» (2013) و«جنجر» (2017) حتى «مصنع الذكريات» (2019 ــ دار السلوى)، تؤسس أحلام لكتابة تنطلق من فلسطين، من أسئلتها وواقعها لتصل بسؤالها أحياناً إلى صورة مختلفة عن الواقع لاحتضانه من جديد.

## مؤلفات
| العنوان                                             | اللغة              | الناشر                            | سنة النشر | عدد الصفحات | الرقم الدولي         | المصدر                      |
| --------------------------------------------------- | ------------------ | --------------------------------- | --------- | ----------- | -------------------- | --------------------------- |
| أشجار للناس الغائبين                                | العربية            | مؤسسة تامر                        | 2013      | 62          | لا يوجد              | [ 9 ] [ 10 ] [ 11 ]         |
| شجرة البونسيانا؛ مذكرات فتاة من أخفض بقعة في العالم | العربية            | مؤسسة تامر                        | 2014      | 85          | (ردمك 9789950260801) | [ 12 ] [ 13 ]               |
| إذا كانت تراودني.. فهي مجرد أفكار                   | العربية            | مؤسسة شمس                         | 2010      | 160         | (ردمك 9781781927267) | [ 14 ] [ 15 ]               |
| أسمي الحركي فراشة                                   | العربية الأنجليزية | مؤسسة تامر نيم تري برس            | 2009      | 97          | (ردمك 191110702X)    | [ 16 ] [ 17 ] [ 18 ] [ 19 ] |
| مصنع الذكريات                                       | العربية            | السلوى للدراسات والنشر            | 2018      | 128         | (ردمك 9789957041366) | [ 20 ] [ 21 ]               |
| تأبينات زرقاء                                       | العربية            | فضاءات للنشر والتوزيع             | 2010      | 180         | (ردمك 9789957301163) | [ 22 ] [ 23 ]               |
| جنجر                                                | العربية            | مؤسسة تامر                        | 2017      | 87          | (ردمك 9789950260887) | [ 24 ]                      |
| لأني أحبك                                           | العربية            | لا يوجد                           | 2005      | لا يوجد     | لا يوجد              | [ 25 ]                      |
| سرير جدي                                            | العربية            | مؤسسة تامر                        | 2018      | لا يوجد     | لا يوجد              | [ 26 ] [ 27 ]               |
| ديوان أسم الطائر                                    | العربية            | دار الرقمية في القدس              | 2021      | 166         | لا يوجد              | [ 28 ]                      |
| قصر الأميرة بهرج                                    | العربية            | ورشة فلسطين للكتابة               | 2016      | 24          | (ردمك 25096)         | [ 29 ]                      |
| مريم سيدة الإسطرلاب                                 | العربية            | الرقمية للنشروالتوزيع الإلكترونية | 2018      | 36          | 978-9950-8522-0-4    |                             |